# Atayal (langue)
Cet article concerne la langue atayal. Pour le peuple atayal, voir Atayal.
L’atayal (autonyme ’tayal, [ʔətajal]) est une langue austronésienne de la branche des langues formosanes parlée dans le Nord de Taïwan.

## Répartition géographique
L'atayal est la langue minoritaire de Taïwan parlée sur la plus grande étendue géographique. Elle est parlée dans le centre de l'île, dans les préfecture de Nantou et Taichung, vers le sud dans les préfectures de Hsinchu et Miaoli, comme vers le nord dans celle de Taipei et Taoyuan.

## Dialectes
L'atayal se divise en deux groupes de dialectes, le squliq et le c’uli. Ce dernier est présenté comme étant plus conservateur que le squliq.

## Écriture
Comme les autres langues minoritaires de Taïwan, l’atayal est doté d'une écriture basée sur l'alphabet latin.
| a | b | c | e | g | h | i | k | l | m | n | ng | o | p | q | r | s | t | u | w | x | y | z | ’ |

## Phonologie
Les tableaux présentent les voyelles et les consonnes de l'atayal.

### Voyelles
|         | Antérieure | Centrale | Postérieure |
| ------- | ---------- | -------- | ----------- |
| Fermée  | i [i]      |          | u [u]       |
| Moyenne | e [ɛ]      | ə [ə]    | o [ɔ]       |
| Ouverte |            | a [a]    |             |

### Consonnes
|              |              | Bilabiales | Dentales | Alvéolaires | Alvéolaires | Vélaires | Uvulaires | Glottales |
| ------------ | ------------ | ---------- | -------- | ----------- | ----------- | -------- | --------- | --------- |
| Centrales    | Latérales    | Bilabiales | Dentales |             |             | Vélaires | Uvulaires | Glottales |
| Occlusives   | Occlusives   | p [p]      |          | t [t]       |             | k [k]    | q [q]     | ʔ [ʔ]     |
| Fricative    | Sourde       |            |          | s [s]       |             | x [ x]   |           | h [h]     |
| Fricative    | Sonore       | b [β]      |          | z [z]       |             |          | g [ɣ]     |           |
| Affriquée    | Affriquée    |            |          | ts [t͡s]     |             |          |           |           |
| Nasale       | Nasale       | m [m]      |          | n [n]       |             | ŋ [ŋ]    |           |           |
| Liquide      | Liquide      |            | r [r]    |             | l [l]       |          |           |           |
| Semi-voyelle | Semi-voyelle | w [w]      |          |             |             | j [ j]   |           |           |